# ジェームズ・トニー
ジェームズ・トニー（James Toney、1968年8月24日 - ）は、アメリカ合衆国の男性プロボクサー。ミシガン州グランドラピッズ出身。対戦相手の命を消し去るという意味でライツアウトの異名を持つ。元IBF世界ミドル級王者。元IBF世界スーパーミドル級王者。元IBF世界クルーザー級王者。
ミドル級、スーパーミドル級、クルーザー級をIBFのみで制覇した世界3階級制覇王者であり、ヘビー級でも王座獲得はならなかったものの世界戦を行っている。

## 来歴
10代の頃はコカインの売人で、ストリートで頻繁に喧嘩をしていた。高校時代はアメリカンフットボールで活躍。大学からアメリカンフットボールの奨学金入学の話があるが、トニーはチームプレイが苦手で命令されるのが嫌だとしてその話を断りボクシングを始めた。ボクシングを始める前は体重が205ポンドもあった。
1988年10月26日、プロデビュー。
1991年5月10日、世界王座に初挑戦し、IBF世界ミドル級王者マイケル・ナン（アメリカ）と対戦。11回TKO勝ちで王座獲得に成功した。以後、6度の王座防衛に成功。
1993年2月13日、IBF世界スーパーミドル級王者アイラン・バークレー（アメリカ）と対戦し、9回TKO勝ちで王座獲得、2階級制覇に成功した。試合後、保持していたミドル級王座を返上した。スーパーミドル級は、3度の防衛に成功した。
1994年11月18日、4度目の防衛戦でロイ・ジョーンズ・ジュニアと対戦。3回にダウンを奪われるなどして、大差の0-3判定負けで王座から陥落、デビュー以来の無敗記録もストップした（46戦44勝2分）。
以後、マイナー王座の獲得・陥落を繰り返す。
2003年4月26日、IBF世界クルーザー級王者ワシリー・ジロフ（カザフスタン）に挑戦。12回にダウンを奪うなどして3-0の判定勝ちで王座獲得、3階級制覇に成功した。
2003年5月27日、別れた妻との間にもうけた娘に対する養育費の未納によりミシガン州デトロイト警察に逮捕され、養育費を支払い2日後に釈放された。
2003年8月9日にはバーナード・ホプキンスとのビッグマッチが交渉されていたが、ファイトマネーの問題によりキャンセルされた。IBF王座は防衛戦を行うことなく返上した。
2003年10月4日、ヘビー級に階級を上げ、イベンダー・ホリフィールド（アメリカ）と対戦し、9回TKO勝ちを収めた。
2005年4月30日、WBA世界ヘビー級王者ジョン・ルイス（アメリカ）に挑戦。一度は3-0の判定勝ちとなったものの、試合後に禁止薬物のスタノゾロールの使用が発覚し、90日間の出場停止処分と1万ドルの罰金が科せられ、試合結果もノーコンテストに裁定変更となり、4階級制覇は幻となった。
2006年3月18日、WBC世界ヘビー級王者ハシーム・ラクマンに挑戦し、0-1の判定ドローとなり、王座獲得ならず。
2006年9月2日と2007年1月6日には、WBC世界ヘビー級王座挑戦を賭けた試合でサミュエル・ピーター（ナイジェリア）に2連敗を喫した（ピーターは暫定王座に認定された）。
2007年5月24日、ダニー・バッチェルダーと対戦し、10回2-1の判定勝利を収めるが、試合後のドーピング検査で禁止薬物のスタノゾロールとボルデノンが検出され1年間の出場停止処分を科せられた。トニーの禁止薬物使用が発覚したのはこれで2度目となった。
2008年7月16日、ハシーム・ラクマンと再戦。3回序盤に偶然のバッティングでラクマンの左眉付近がカットし、ドクターストップによるTKO勝ちとなったが、その後ノーコンテストと裁定が変更された。
2008年12月13日、フェリス・オケンドに判定勝利を収め、空位のIBAヘビー級王座とNABO北米ヘビー級王座を獲得。

### UFC
2010年3月、総合格闘技団体UFCと契約したことが発表され、総合格闘技デビュー戦となった8月28日のUFC 118でランディ・クートゥアと対戦。テイクダウンを奪われ、肩固めで一本負けを喫した。総合格闘技の試合はこの一試合のみですぐさま引退した。

### ボクシング復帰
2011年2月24日、ボクシングに復帰し、デイモン・リードに判定勝ちを収めた。
2011年11月4日、デニス・レベデフとWBA世界クルーザー級暫定王座決定戦を行い、0-3（108-120、108-120、108-120）の完敗を喫し王座獲得に失敗した。
2013年4月28日、オーストラリアでルーカス・ブラウンとWBF世界ヘビー級王座決定戦で対戦し12回3-0の大差判定負けを喫する。
2013年11月14日、イギリスでワンナイトトーナメントのプライズファイターに出場。1回戦は3回TKOで勝ち抜くが、2回戦でジェイソン・ガバーンに3回1-2の判定で敗れた。
2015年8月8日、1年9ヶ月ぶりの試合でチャールズ・エルスと対戦し10回0-3の判定で敗れた。エルスは9勝3敗の戦績の格下の相手であったためトニーにとって非常に厳しい敗戦となった。
2017年5月13日、48歳の時にマイク・シェパードとWBF世界ヘビー級王座決定戦で対戦し、6回KO勝利で王座獲得に成功。引退がアナウンスされていた試合を勝利で飾った。

### ドノバン・ラドックとのエキシビション戦
2023年11月11日、55歳で6年6ヶ月ぶりに復帰し、ジャマイカ・キングストンのナショナル・インドア・アリーナにて59歳で元WBAインターコンチネンタル・カナダ・IBCヘビー級王者のドノバン・ラドックとエキシビションマッチ6回戦を行い、最初の2回までは通常のボクシングルールと同じ3分で行われたが、残りの4回は2分に短縮され、6回引き分けとなった。

## 戦績

### プロ総合格闘技
| 総合格闘技 戦績 | 総合格闘技 戦績 | 総合格闘技 戦績 | 総合格闘技 戦績 | 総合格闘技 戦績 | 総合格闘技 戦績 | 総合格闘技 戦績 |
| --------------- | --------------- | --------------- | --------------- | --------------- | --------------- | --------------- |
| 1 試合          | (T)KO           | 一本            | 判定            | その他          | 引き分け        | 無効試合        |
| 0 勝            | 0               | 0               | 0               | 0               | 0               | 0               |
| 1 敗            | 0               | 1               | 0               | 0               | 0               | 0               |

| 勝敗 | 対戦相手             | 試合結果       | 大会名                    | 開催年月日    |
| ×    | ランディ・クートゥア | 1R 3:19 肩固め | UFC 118: Edgar vs. Penn 2 | 2010年8月28日 |

## 獲得タイトル
- IBF世界ミドル級王座（防衛6度）
- IBF世界スーパーミドル級王座（防衛3度）
- IBF世界クルーザー級王座（防衛0度）
- IBO世界クルーザー級王座

## ペイ・パー・ビュー売上げ
| 日付           | イベント                                          | 売上げ | テレビ局 |
| -------------- | ------------------------------------------------- | ------ | -------- |
| 2003年10月4日  | ジェームズ・トニー vs. イベンダー・ホリフィールド | 15万件 | SHOWTIME |
| 1994年11月18日 | ジェームズ・トニー vs. ロイ・ジョーンズ・ジュニア | 30万件 | HBO      |